# Ming Doelman
Ming Doelman (Ai, 12 april 1896 – 22 juli 1952) was in Suriname een tolk in Javaanse en Maleise talen en politicus.
Hij werd geboren op het eiland Ai wat een onderdeel is van de Banda-eilanden en dus behoort tot de Molukken (destijds Nederlands-Indië). Hij ging naar Suriname en was daar werkzaam als gouvernementstolk. Hoewel dus afkomstig van de Molukken werd hij in Suriname gezien als een Javaan. Doelman werd in 1946 door de gouverneur benoemd tot lid van de Staten van Suriname (10 leden werden gekozen terwijl de gouverneur de overige 5 leden benoemde). Later dat jaar was hij een van de oprichters van de Moeslim Partij waarvan Asgar Karamat Ali de voorzitter en Doelman de vicevoorzitter werd. In september 1947 vertrok hij per boot naar Nederlands-Indië/Indonesië. Omdat hij in juni 1948 nog steeds niet teruggekeerd was, verviel automatisch zijn lidmaatschap van de Staten waarna J.W. Kariodimedjo als Statenlid benoemd werd. Later werkte hij in Suriname weer als tolk. Hij is in 1952 op 56-jarige leeftijd overleden.
In Paramaribo is naar hem de 'Ming Doelmanstraat' vernoemd.